# Tolbutamid
Tolbutamide är en första generationens kaliumkanalblockerare, sulfonylurea som oralt hypoglykemiskt läkemedel, som ursprungligen såldes under varumärket Orinase.

## Egenskaper och användning
Orinase utvecklades av Upjohn Co. vid en tidpunkt då den primära medicinska behandlingen för diabetes var insulininjektioner.
Substansens verkan via bindning till SUR1-receptorn, en underenhet av ATP-känsliga kaliumkanaler av ß-celler i de Langerhanska öarna i endokrina pankreas, är en hämning av just detta. Detta resulterar i en depolarisering av membranet, vilket i sin tur resulterar i ett inflöde av kalciumjoner in i ß-cellerna. Kalcium är en viktig effektor i fusionen av vesiklar i membranet. I vesiklarna i bukspottkörteln finns insulin och C-peptid, som ger ökad spridning som ett resultat. Insulin leder till den önskade minskningen av blodsockernivåer.

## Biverkningar
Denna behandling leder förr eller senare till en minskning av insulinutsöndringen från ß-cellerna. Patienten befrias endast under viss tid från injicering av insulin. Det bör i första hand rekommenderas att upprätthålla en strikt diet i tillsammans med fysisk aktivitet, eftersom insulinresistens, som faktiskt förekommer i typ 2-diabetes, delvis är reversibel genom motsvarande livsstil.